# Alias Boston Blackie
Alias Boston Blackie é um filme policial estadunidense de 1942 dirigido por Lew Landers e estrelado por Chester Morris. É o terceiro filme da série "Boston Blackie" produzidos pela Columbia Pictures.

## Elenco
- Chester Morris como Boston Blackie
- Adele Mara como Eve Sanders
- Richard Lane como Inspetor Farraday
- George E. Stone como "The Runt"
- Lloyd Corrigan como Arthur Manleder
- Walter Sande como Detetive Mathews
- Larry Parks como Joe Trilby
- George McKay como Roggi McKay
- Cy Kendall como Jumbo Madigan
- Paul Fix como Steve Caveroni
- Ben Taggart como Warden
- Lloyd Bridges como motorista de ônibus (sem créditos)

## Recepção
No Rotten Tomatoes, o filme detém um índice de 43% de aprovação da audiência, com uma nota média de 3,6 de 5.